# 北海道社会保険事務局
北海道社会保険事務局（ほっかいどうしゃかいほけんじむきょく）は、北海道札幌市白石区にあった社会保険庁の地方支分部局で、北海道を管轄していた。

## 管内社会保険事務所等
- 札幌東社会保険事務所
- 北海道社会保険事務局札幌西社会保険事務室（札幌西社会保険事務所）
- 札幌北社会保険事務所
- 新さっぽろ社会保険事務所
- 函館社会保険事務所
- 旭川社会保険事務所
- 釧路社会保険事務所
- 室蘭社会保険事務所
- 苫小牧社会保険事務所
- 岩見沢社会保険事務所
- 小樽社会保険事務所
- 北見社会保険事務所
- 帯広社会保険事務所
- 稚内社会保険事務所
- 砂川社会保険事務所
- 留萌社会保険事務所（北海道社会保険事務局留萌事務所）